# Euxoa galcialis
Euxoa galcialis là một loài bướm đêm trong họ Noctuidae.